# Цезар Бароній
Це́зар Баро́ній (лат. Caesar Baronius, італ. Cesare Baronio; 30 серпня 1538, Сора — 30 червня 1607, Рим) — італійський церковний історик, кардинал римо-католицької церкви, бібліотекар Ватикану. Двічі був претендентом на обрання папою римським.

## Життєпис
Бароній зібрав величезний фактичний матеріал з історії церкви, опублікував ряд праць, серед яких найзначніша «Аннали проповідей про Христа» (т. 1—12. Рим, 1588—1607), де виступив завзятим захисником претензій папства на світову гегемонію католицької церкви. В скороченій і переробленій редакції ця книга видана 1719 в Москві під назвою «Діянія церковні і гражданські».
Бароній — автор праці «Слово про походження русинів та їхній чудотворний перехід в іншу віру», в якій з позицій католицизму описав походження східних слов'ян, причини виникнення Берестейської церковної унії 1596 тощо. На твори Баронія як літературні джерела посилаються український церковний історик І. Гізель, козацькі літописці С. Величко, Г. Грабянка та ін.